# Paolo Biagetti
Paolo Biagetti (Fano, 5 ottobre 1946 – Roma, 1º luglio 2004) è stato uno scenografo italiano.

## Carriera
Ha curato le scenografie del ciclo di miniserie televisive Le storie della Bibbia. Ciononostante oltre al genere biblico ha lavorato per svariati generi cinematografici, addirittura delle commedie erotiche.
Biagetti ha cominciato la sua carriera con il film Il viaggio (1974) di Vittorio De Sica. Sul piano internazionale, ha lavorato con il regista spagnolo Jesus Franco per il film À la poursuite de Barbara, con i registi statunitensi Joseph Sargent per la miniserie TV Abramo, Harry Winer, Charles Robert Carner e Robert Dornhelm, e con gli Inglesi Peter Hall per la serie Giacobbe e Nicolas Roeg per il film Sansone e Dalila. Ma su tutto ha allestito le scenografie di parecchi film dello statunitense Roger Young, ad esempio per le serie Giuseppe e Mosè. Con il regista Tinto Brass ha lavorato per dei film soprattutto di genere erotico. Ha collaborato in due film di Giuseppe Bertolucci (I cammelli e Strana la vita). Ha ricevuto il David di Donatello per il miglior scenografo 1991 per il film Il viaggio di Capitan Fracassa con la regia di Ettore Scola.

## Filmografia
- Il viaggio (1974), regia di Vittorio De Sica, (assistente arredatore set)
- Pane e cioccolata (1974), regia di Franco Brusati, (assistente scenografo)
- L'eredità Ferramonti (1976), regia di Mauro Bolognini, (assistente scenografo)
- Così come sei (1978), regia di Alberto Lattuada, (assistente scenografo)
- La stanza del vescovo (1977), regia di Dino Risi, (architetto-scenografo)
- Marco Polo (1982), miniserie televisiva (episodi sconosciuti), regia di Giuliano Montaldo, (architetto-scenografo, assistente scenografo)
- I Paladini: Storia d'armi e d'amori (1983), regia di Giacomo Battiato, (arredatore)
- La chiave (1983), regia di Tinto Brass, (scenografo, architetto-scenografo e attore)
- Cenerentola '80 (1984), regia di Roberto Malenotti, (scenografo)
- Murderock - Uccide a passo di danza (1984), regia di Lucio Fulci, (scenografo)
- Miranda (1985), regia di Tinto Brass, (architetto-scenografo)
- Il cugino americano (1986), regia di Giacomo Battiato, (architetto-scenografo)
- Capriccio (1987), regia di Tinto Brass, (architetto-scenografo)
- Strana la vita (1987), regia di Giuseppe Bertolucci, (scenografo)
- I cammelli (1988), regia di Giuseppe Bertolucci, (scenografo)
- Snack Bar Budapest (1988), regia di Tinto Brass, (scenografo)
- Stradivari (1988), regia di Giacomo Battiato, (scenografo)
- Un sapore di paura (1988), regia di Piccio Raffanini, (scenografo)
- Non più di uno (1990), regia di Berto Pelosso, (capo direttore artistico), (architetto-scenografo)
- Il viaggio di Capitan Fracassa (1990), regia di Ettore Scola, (scenografo)
- Non aprire all'uomo nero (1990), TV, regia di Giulio Questi, (scenografo)
- À la poursuite de Barbara (1991), regia di Jesús Franco, (scenografo)
- Johnny Stecchino (1991), regia di Roberto Benigni, (scenografo)
- Così fan tutte (1992), regia di Tinto Brass, (arredatore)
- Il segreto del bosco vecchio (1993), regia di Ermanno Olmi, (scenografo)
- Abramo (1993), miniserie televisiva, regia di Joseph Sargent, (scenografo)
- Genesi: La creazione e il diluvio (1994), regia di Ermanno Olmi, (scenografo)
- Jacob (1994), miniserie televisiva, regia di Peter Hall, (scenografo)
- Joseph (1995), miniserie televisiva, regia di Roger Young, (scenografo)
- Moses (1995), miniserie televisiva, regia di Roger Young, (scenografo)
- Sansone e Dalila (1996), miniserie televisiva, regia di Nicolas Roeg, (scenografo)
- La Bibbia: Davide (1997), miniserie televisiva, regia di Robert Markowitz, (scenografo)
- Salomone (1997), miniserie televisiva, regia di Roger Young, (scenografo)
- Il dono di Nicholas (1998), film televisivo, regia di Robert Markowitz, (scenografo)
- Geremia il profeta (1998), Tv, regia di Harry Winer, (scenografo)
- Ester (Esther), regia di Raffaele Mertes – film TV (1999) (scenografo)
- La Bibbia: Gesù (1999), miniserie televisiva, regia di Roger Young, (scenografo)
- Gli amici di Gesù - Giuseppe di Nazareth (2000), TV, regia di Raffaele Mertes, (scenografo, architetto-scenografo)
- Gli amici di Gesù - Maria Maddalena (2000), TV, regia di Raffaele Mertes, (scenografo)
- San Paolo (2000), TV, regia di Roger Young, (scenografo)
- Cuore di donna (2002), TV, regia di Franco Bernini, (scenografo)
- Il bambino di Betlemme (2002), TV, regia di Umberto Marino, (scenografo)
- San Giovanni - L'apocalisse (2002), film televisivo, regia di Raffaele Mertes, (scenografo, architetto-scenografo)
- Empires: Peter & Paul and the Christian Revolution (2003), TV, regia di Douglas Cheek, (scenografie set)
- Soraya (2003), miniserie televisiva, regia di Lodovico Gasparini, (scenografo)
- Judas (2004), miniserie televisiva, regia di Charles Robert Carner, (scenografo)
- Spartaco - Il gladiatore (2004), film televisivo, regia di Robert Dornhelm, (scenografo)

## Riconoscimenti
- Il viaggio di Capitan Fracassa
  - David di Donatello per il miglior scenografo 1991
  - Nastro d'argento alla migliore scenografia 1991 - in coppia con Luciano Ricceri